# I Know My Love
"I Know My Love" é um compacto da The Chieftains lançado em 1999, retirado do álbum Tears of Stone. A canção teve a parceria da banda The Corrs.

## Lista de faixas
1. "I Know My Love" (Remix - radio edit)
2. "I Know My Love" (Extended remix)
3. "Tears of Stone" (do álbum Santiago)